# Lannea triphylla
Lannea triphylla är en sumakväxtart som först beskrevs av Ferdinand von Hochstetter, och fick sitt nu gällande namn av Adolf Engler. Lannea triphylla ingår i släktet Lannea och familjen sumakväxter. Inga underarter finns listade i Catalogue of Life.